# Campeonato Mundial de Patinaje Artístico sobre Hielo de 2000
El XC Campeonato Mundial de Patinaje Artístico sobre Hielo se realizó en Niza (Francia) entre el 26 de marzo y el 2 de abril de 2000. Fue organizado por la Unión Internacional de Patinaje sobre Hielo (ISU) y la Federación Francesa de Deportes de Hielo. 
Participaron en total 204 patinadores de 46 países.

## Resultados

### Masculino
| Puesto | Nombre         | País           | Puntos |
| ------ | -------------- | -------------- | ------ |
| Oro    | Alexei Yagudin | Rusia          | 2,0    |
| Plata  | Elvis Stojko   | Canadá         | 5,4    |
| Bronce | Michael Weiss  | Estados Unidos | 5,6    |

### Femenino
| Puesto | Nombre           | País           | Puntos |
| ------ | ---------------- | -------------- | ------ |
| Oro    | Michelle Kwan    | Estados Unidos | 3,6    |
| Plata  | Irina Slutskaya  | Rusia          | 3,6    |
| Bronce | Maria Butirskaya | Rusia          | 4,0    |

### Parejas
| Puesto | Nombre                            | País    | Puntos |
| ------ | --------------------------------- | ------- | ------ |
| Oro    | Maria Petrova / Alexei Tikhonov   | Rusia   | 2,0    |
| Plata  | Xue Shen / Hongbo Zhao            | China   | 2,5    |
| Bronce | Sarah Abitbol / Stéphane Bernadis | Francia | 5,0    |

### Danza en hielo
| Puesto | Nombre                                  | País     | Puntos |
| ------ | --------------------------------------- | -------- | ------ |
| Oro    | Marina Anissina / Gwendal Peizerat      | Francia  | 2,6    |
| Plata  | Barbara Fusar Poli / Maurizio Margaglio | Italia   | 3,4    |
| Bronce | Margarita Drobiazko / Povilas Vanagas   | Lituania | 7,0    |

## Medallero
| Núm. | País           | Oro | Plata | Bronce | Total |
| ---- | -------------- | --- | ----- | ------ | ----- |
| 1    | Rusia          | 2   | 1     | 1      | 4     |
| 2    | Estados Unidos | 1   | 0     | 1      | 2     |
| 2    | Francia        | 1   | 0     | 1      | 2     |
| 4    | Canadá         | 0   | 1     | 0      | 1     |
| 4    | China          | 0   | 1     | 0      | 1     |
| 4    | Italia         | 0   | 1     | 0      | 1     |
| 7    | Lituania       | 0   | 0     | 1      | 1     |
|      | TOTAL          | 4   | 4     | 4      | 12    |

| Predecesor: Finlandia 1999 | Campeonato Mundial de Patinaje Artístico sobre Hielo 2000 | Sucesor: Canadá 2001 |

- Datos: Q516533